# Еліо Вітторіні
Еліо Вітторіні (італ. Elio Vittorini; нар. 23 липня 1908, Сіракуза — пом. 12 лютого 1966, Мілан) — італійський письменник, критик, дослідник англійської, американської та іспанської літератур. Перекладав і популяризував в Італії твори Е. Хемінгуея і В. Фолкнера. Також перекладав твори Д. Дефо, Е. По, Д. Стейнбека, Д. Г. Лоуренса і 
С. Моема.
Автор книг «Дрібна буржуазія» («Piccola borgheesia», 1931), «Сицилійські бесіди» («Conversazioni in Sicilia», 1941), «„Люди і нелюди“» («Uomini e no», 1945). Роман «Люди і нелюди» присвячений руху Опору.
Під час Другої світової війни Е. Вітторііні вступив в Італійську комуністичну партію. У 1945 році на короткий час він був редактором партійної газети «Уніта» (L'Unità). Радянське вторгнення в Угорщину глибоко вразило його, і згодом він висувався як кандидат від Італійської соціалістичної партії.
Художня творчість Е. Вітторіні і його журналістська діяльність справили великий вплив на культурне життя країни, особливо на розвиток післявоєнної італійської неореалістичної прози.